# سیارک ۲۵۱۰۳
سیارک ۲۵۱۰۳ (به انگلیسی: 25103 Kimdongyoung، نامگذاری:1998RC51) بیست و پنج هزار و صد و سومین سیارک کشف شده‌است که در ۱۴ سپتامبر ۱۹۹۸ کشف شد.
قدر مطلق سیارک برابر ۱۱.۷ است.